# Майер, Барбара (велогонщица)
Барбара Майер (нем. Barbara Mayer, род. 24 марта 1982) — австрийская шоссейная велогонщица.

## Карьера
Многократная призёрша чемпионатов Австрии по шоссейному велоспорту в групповой и индивидуальной гонках и маунтинбайку в кросс-кантри марафон.
В 2018 году приняла участие в чемпионате мира в индивидуальной гонке на котором заняла 37-е место уступив 4 мин 42 сек победительнице Аннемик ван Влёйтен

## Достижения
2014
3-я на Чемпионате Австрии — индивидуальная гонка
2017
3-я на Чемпионате Австрии — групповая гонка
2018
2-я на Чемпионате Австрии — групповая гонка
2-я на Чемпионате Австрии — индивидуальная гонка
2-я на Чемпионате Австрии — кросс-кантри марафон
2019
2-я на Чемпионате Австрии — кросс-кантри марафон

## Рейтинги
| Год                 | 2012  | 2013 | 2014  | 2015 | 2016 | 2017  | 2018  | 2019  | 2020 | 2021  |
| ------------------- | ----- | ---- | ----- | ---- | ---- | ----- | ----- | ----- | ---- | ----- |
| Мировой рейтинг UCI | 390-й | -    | 539-й | -    | -    | 472-й | 390-й | 834-й | -    | 753-й |
|                     |       |      |       |      |      |       |       |       |      |       |
| Источник: UCI       |       |      |       |      |      |       |       |       |      |       |